# Руайоме
Руайоме́ (фр. Royaumeix) — коммуна во французском департаменте Мёрт и Мозель региона Лотарингия. Относится к  кантону Домевр-ан-Э.	

## География
Руайоме	расположен в 25 км к западу от Нанси. Соседние коммуны: Манонкур-ан-Вуавр и Авренвиль на востоке, Андийи и Мениль-ла-Тур на юге, Санзе на юго-западе.
Коммуна расположена в окрестностях лесов Королевы.

## История
- На территории коммуны находятся следы галлороманской культуры.
- Виноградники Руайоме, известные до 1914 года, в настоящее время полностью исчезли.

## Демография
Население коммуны на 2010 год составляло 342 человека.
| 1962 | 1968 | 1975 | 1982 | 1990 | 1999 | 2010 |
| ---- | ---- | ---- | ---- | ---- | ---- | ---- |
| 253  | 229  | 234  | 250  | 254  | 280  | 342  |

## Достопримечательности
- Некрополь эпохи Меровингов Тру-д'Анфер, взорван в 1963 году.
- Замок XIX века.

## Интересные факты
- Руайоме (Royaumeix) — единственная коммуна во Франции, в названии которой есть все гласные латинского алфавита.